# Atemgasbefeuchtung
Atemgasbefeuchtung ist eine Methode zur Anfeuchtung des Atemgases bei maschinell beatmeten Patienten. Unter dem Begriff Atemgaskonditionierung ist neben der Befeuchtung auch die Erwärmung und die Reinigung des Atemgases zu verstehen. Diese drei wesentlichen Funktionen der Atemgaskonditionierung dienen der Vorbereitung des inspirierten Atemgases für die empfindlichen Lungen. Bleibt die natürliche Atemgaskonditionierung aus, können pulmonale Infektionen und eine Schädigung des Lungengewebes die Folge sein.
Wird ein Patient über längere Zeit beatmet, so müssen zwingend Maßnahmen zum Ausgleich des Wärme- und Feuchtigkeitsverlustes getroffen werden, um derartige Komplikationen zu vermeiden. Grundsätzlich stehen hierfür zwei Methoden zur Verfügung: aktive oder passive Atemgasbefeuchtung. Experimente zur Kombination beider Methoden haben in der Praxis noch keine Bedeutung erlangt.

## Aktive Atemgasbefeuchter
Ein aktiver Atemgasbefeuchter sorgt dafür, dass maschinell beatmete Patienten mit optimal konditioniertem Atemgas versorgt werden. Bei den aktiven Befeuchtungsverfahren wird dem Atemgas unter Einsatz von beispielsweise elektrischer Energie Feuchtigkeit und Wärme zugeführt. Nach der Norm ISO 80601-2-74 sind die Leistungsdaten und sicherheitstechnischen Anforderungen für aktive Atemgasbefeuchter festgelegt. Danach liegen der minimale Wassergehalt des inspirierten Atemgases bei 33 mg/l und die maximale Atemgastemperatur bei 42 °C.
Je nach dem Aggregatzustand des Wassers (Aerosole oder Wasserdampf) unterteilen sich die aktiven Atemgasbefeuchter in Vernebler, Verdunster und Sprudler.

### Vernebler
Vernebler erzeugen Aerosole in unterschiedlicher Tröpfchengröße, die dem inspirierten Atemgas beigemischt werden. Man unterscheidet Düsenvernebler und Ultraschallvernebler. Da Vernebler das Risiko der Überwässerung des Patienten bergen, werden sie heute nur noch zur Verabreichung von Medikamentenaerosolen verwendet.

### Verdunster
Verdunster reichern das inspirierte Atemgas mit Wasserdampf an. Während beim Durchströmungsverdunster der Inspirationsflow durch ein erwärmtes Wasserbad geleitet wird, wird beim Oberflächenverdunster („Drawover humidifier“) bezeichneten der Inspirationsflow auf der Wasseroberfläche entlanggeführt. Demzufolge transportiert der Oberflächenverdunster ausschließlich Wasserdampf und keine Wassertröpfchen zum Patienten. Dies hat den Vorteil, dass Wasserdampf keine Keime transportiert. Das Risiko der Keimübertragung ist also beim Oberflächenverdunster minimal.
Eine neue Form des Verdunsters ist der Gegenstromverdunster, welcher nach dem natürlichen Prinzip des Nasen-Rachen-Raums arbeitet. Da die Luft über eine große, feuchte Oberfläche geleitet wird, welche Körpertemperatur hat, wird die Luft immer optimal erwärmt und befeuchtet. Normale Oberflächenverdunster hingegen müssen mit einer Überhitzung des Wassers arbeiten, wodurch die Befeuchtung vor allem bei den schwankenden Gasflüssen der heutigen Beatmungsformen nicht optimal sein kann. Außerdem besteht durch die Überhitzung bei kurzzeitigen Beatmungsunterbrechungen das Risiko eines sogenannten Hot-Shot, das heißt einer kurzzeitigen sehr heißen und feuchten Luftmenge, welche für den Patienten ein Risiko darstellt.

### Sprudler
Beim Sprudler (Prinzip des Durchlaufverdunsters, englisch „Bubble through humidifier“) wird der Inspirationsflow durch ein Kapillarsystem geleitet. In den Kapillaren zirkuliert erwärmtes Wasser. Die Anfeuchtungskapazität des Sprudlers ist nur gering, kann aber durch eine Erhöhung der Wassertemperatur verbessert werden. Der Einsatz eines Sprudler erfolgt zumeist bei der Sauerstofftherapie mit hohem Flow über eine Maske oder Nasensonde, um einer Austrocknung der Schleimhäute oder Blockierungen in Nase und Mund vorzubeugen.

## Passive Atemgasbefeuchter
Passive Atemgasbefeuchter, auch Heat and Moisture Exchanger (HME) genannt, sind unabhängig von externen Energiequellen oder einer externen Wasserversorgung. Sie arbeiten als Wärme- und Feuchtigkeitsaustauscher (Sonderform der Oberflächenverdunster) und werden als „künstliche Nase“ zwischen Tubus und Y-Stück platziert. Dort entziehen sie der ausgeatmeten Luft sowohl Wärme als auch Feuchtigkeit und führen beides bei der Einatmung wieder zu. Aufgrund signifikanter qualitativer Unterschiede sollten ausschließlich HME eingesetzt werden, die eine effektive Atemgasbefeuchtung gewährleisten. Dabei sind HME mit hoher reversibler Wasserretentionskapazität, geringem Innenvolumen und niedrigen Durchflusswiderständen vorzuziehen.
Um genügend Wasser und Wärme aufzunehmen, muss der HME vollständig vom exspiratorischen Atemgasstrom durchzogen werden. Bei Leckagen, wie sie beispielsweise bei Patienten mit bronchialen Fisteln vorkommen, ist diese Voraussetzung nicht erfüllt. Ein Risiko besteht zudem bei Patienten mit erhöhter Sekretproduktion, Blutungen etc. Hier kann es zur Verlegung des HMEs kommen. In diesen Fällen wird der Einsatz aktiver Atemgasbefeuchter empfohlen.